# Idaté

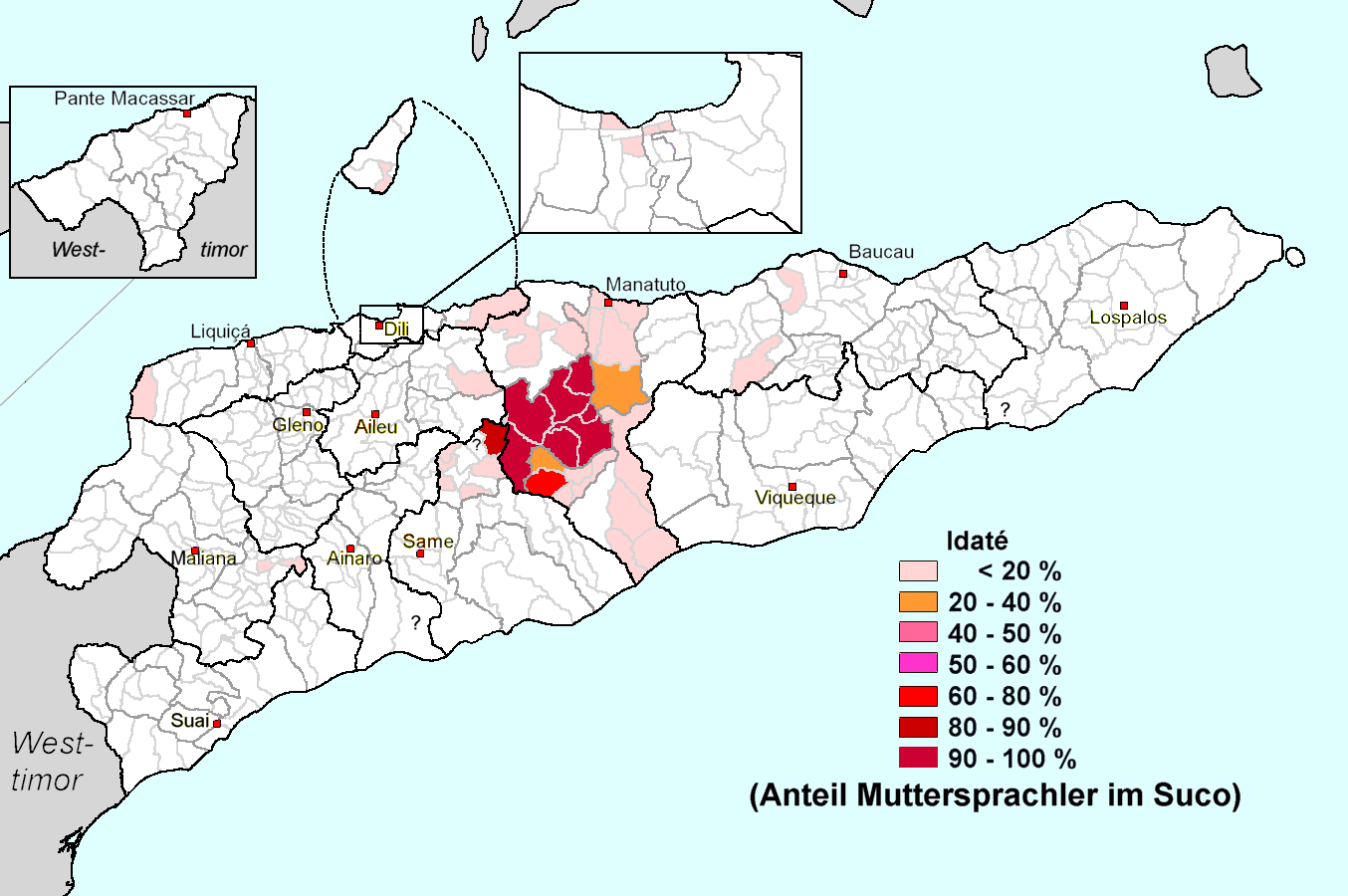
Anteil von Idaté-Muttersprachlern in den Sucos Osttimors

Die Idaté sind eine Ethnie ethnolinguistische Gruppe mit etwa 14.000 Angehörigen im Zentrum Osttimors. Ihr Zentrum haben sie im Verwaltungsamt Laclubar, dehnen sich aber auch aus in das südlich gelegene Soibada und umliegende Regionen in den Gemeinden Manatuto und Manufahi. 2015 sprachen 14.178 Osttimoresen Idaté, das zu den austronesischen Idalakasprachen gehört.

## Kultur
Der Ort Laclubar ist das kulturelle Zentrum der Idaté. Die steilen Berge bilden um das Ortszentrum ein kleines Tal um Form eines Hufeisens. Zwischen den schroffen Bergen dehnen sich Wälder mit zahlreichen kleinen Quellen aus.
Viele Orte, wie Quellen, kleine Höhlen, Steine und Hügel gelten als heilig (idaté: lulik) und sind daher tabu. Im Alltag dürfen sie nicht besucht werden, da dies als gefährlich gilt. Es drohen Wahnsinn und Tod. Die wichtigsten heiligen Orte sind Susuk, ein tiefes Erdloch am Fuß der Berge um Laclubar, und Orlau, eine Quelle im Wald an der Hauptstraße, die ins Ortszentrum führt. In dessen fruchtbaren Umgebung wird Kaffee angebaut und stehen Obstbäume. Obwohl die Mehrheit der Bevölkerung Katholiken sind, sind diese beiden Orte noch heute wichtige Ritualplätze, da sie als Zugänge zur Geisterwelt (idaté: lalamatak) gelten. In Zeremonien wird die Heiligkeit dieser Orte aufgenommen und in die Außenwelt gebracht, zum Beispiel um Kriege zu beenden. Zwar gilt die Heiligkeit zwar als weiblich, wird aber keiner personifizierten Gottheit zugeordnet.
Nach dem Glauben der Bevölkerung kann man an den heiligen Orten den Geistern des Landes (idaté: larek-nain) begegnen. Sie nehmen die Gestalt von Pythons, Aalen oder auch Menschen an. Dies können wunderschöne Frauen, aber auch Ausländer (idaté: malae) mit weißer Haut und roten Haaren sein. „Larek-nain“ kann sowohl der Name der Geister an den heiligen Orten sein, ist aber auch die Bezeichnung für die Urbevölkerung des Landes und ihre Nachkommen, das „Volk des Landes“ oder die „Landbesitzer“. Diese werden immer wieder mit den eigenen Ahnen (idaté: luli’ain) gleichgesetzt. Eigentlich wird zwischen Geister, Ahnen und Heiligkeit unterschieden, aber in Zeremonien verschmelzen oft diese drei Ebenen. Die Präsenz dieser drei Erscheinungsformen macht die Kraft des Landes aus.
Nach dem Schöpfungsmythos der Idaté gab es zu Beginn der Zeit nur Lulik, die Heiligkeit. Die Geister des Landes schufen dann die Menschen und Tiere. Manche Ahnen kamen aus der Erde, andere aus Steinen. Das Land gab den Menschen goldene Gegenstände und man baute Häuser, um sie darin aufzubewahren. Ihr Besitz repräsentiert auch den Anspruch auf politische Führung. Vermischt mit dem christlichen Glauben habe Gott seinen Segen zu diesem Schöpfungsakt gegeben, aber das Land habe die Menschen geschaffen. Da alles vom Land stammt, sind die Menschen eine Erweiterung des Landes, weswegwn die Heimat eine besondere Bedeutung für die Einwohner hat. Den Ursprung der verschiedenen Clans geben Legenden über die jeweiligen ersten Ahnen wieder, in denen sie durch das Land reisen, um ihren angestammten Platz zum Siedeln zu finden. Oftmals weist der Clanname auf den Ort hin, wo die Ahnen entstanden oder erstmals siedelten, so dass Land, Clan und Menschen zu einer Einheit vereinigt werden.
Manche Clans vergleichen sich mit einem Banyanbaum, eine Metapher die weit im austronesischen Kulturkreis verbreitet ist. Die Ahnen bilden den Stamm oder die Basis (idaté: uun), die Nachfahren die Baumspitzen oder die Blumen (idaté: hunan). Der Ursprung ist das Zentrum aller Dinge, was sich auch in anderen Redewendungen bemerkbar macht. Laclubar wird von den Idaté der Nabel oder die Leber der Welt genannt (idaté: larek usar, larek nau), womit man praktisch ausdrückt, dass hier die Menschheit entstanden sei. Heutzutage nennen die christianisierten Idaté als erste Ahnen Adam und Eva. Die Insel Timor entstand einem Schöpfungsmythos nach aus einem Krokodil. Daher wird von den Idaté der Westen als der Schwanz (idaté: hiak) bezeichnet und der Osten als der Kopf (Idaté: ulun). Als Nabel der Insel, der Balulin genannt wird, gilt ein Erdloch am Fuß des Berges Matebian, östlich von Laclubar. Dieser heilige Ort gilt als der Ort, an dem die ersten Ahnen begraben wurden und als Eingang zur Welt der Geister der Unterwelt. Die Bedeutung Laclubars als Zentrum der Welt und Ursprung der Menschheit bindet die Idaté in besonderem Maße an ihre Heimat. Der Anspruch Zentrum der Welt und erste Bewohner des Landes zu sein, beeinflusst auch das Verhältnis zu anderen Gruppen. Die „Urbevölkerung“ sieht sich als rituelle Wächter des Landes. Daher darf das Land nicht veräußert werden.

## Gründungsmythos des Reichs von Laclubar

### Unabhängigkeit von Samoro
Bei den Idaté gibt es eine Trennung zwischen ritueller und politischer Macht, auch wenn diese miteinander stark verwoben ist. Lulik kann der Ursprung des Anspruchs auf politischer Macht (idaté/tetum: ukun) sein. So soll das heilige Land einem Mann namens Geraldo (sein heidnischer Name war Kei Tu) geholfen haben, sein Land von der Vorherrschaft des benachbarten Reichs von Samoro (Verwaltungsamt Soibada) zu befreien. Es ist eine der bekanntesten Legenden der Region. Es gibt verschiedene Versionen der Legende. In der am häufigsten verbreiteten wurde in jener Zeit mehrmals Palmwein  (idaté: nau buti) von Geraldos Feldern gestohlen. Geraldo lauerte dem Dieb auf (in manchen Versionen schickte es jemanden namens Bita Loin Wache zu halten). Doch Geraldo schlief unter den Palmbäumen in der Nacht ein. Als er am nächsten Morgen war der Palmwein wieder gestohlen. Die nächsten beiden Nächte ging es nicht anders. Nie gelang es Geraldo wach zu bleiben. Daher schnitt er sich in den Finger und träufelte die ganze Nacht Zitronensaft in die Wunde, um durch die Schmerzen wach zu bleiben. Plötzlich hörte er ein Geräusch. Er sprang hervor und rief: „Wer ist da? Wer stiehlt meinen Palmwein?“ In diesem Moment erschien über ihn ein goldener Stern, der sagte: „Ich habe Deinen Palmwein gestohlen. Wie soll ich den Schaden wiedergutmachen?“ „Ich will nichts,“ antwortete Geraldo. „Ich will keinen Wohlstand oder Schätze. Ich will nur eines: Die Unabhängigkeit (tetum ukun-rasik-an).“ So gab das heilige Land von Susuk, wo die Palmbäume Geraldos standen, ihm Fortüne, um Laclubar von Samoro unabhängig zu machen. Geraldo erhielt den portugiesischen Adelstitel Dom und wurde zum Liurai, dem Herrscher von Laclubar.
Dom Felis (sein Name wird in verschiedenen Versionen teils unterschiedlich wiedergegeben), der Herrscher von Samoro war nicht glücklich über die Unabhängigkeitsbestrebungen Laclubars. Geraldo und Felis baten daher den Gouverneur von Portugiesisch-Timor um einen Schiedsspruch in dem Streit. Dom Felis brauchte drei Tage zu Pferd, um nach Dili zu kommen, während Dom Geraldo mit Hilfe des Lulik auf „Bruder Wind“ zur Kolonialhauptstadt ritt. Dazu stieg er in das Erdloch von Susuk und erschien gleich darauf beim Sitz des Gouverneurs, vor Dom Felis. Der Gouverneur befahl Dom Geraldo sich zuwaschen und seine Kleider zu wechseln. Dom Geraldo zog daraufhin die Uniform des Gouverneurs an, setzte dessen Hut auf und nahm so auf der Veranda Platz. Als Dom Felis eintraf, erkannte er Dom Geraldo nicht und grüßte ihn „Bondia, Senhor Governador.“ (in anderen Versionen „Bondia, liurai.“). Der Gouverneur hörte dies und sagte zu Dom Felis: „Du hast Dom Geraldo gegrüßt, daher sollt Ihr beide jeweils eine Flagge und eine Trommel erhalten.“ Mit Verleihung von Trommel und Flagge wurde Dom Geraldo also als Herrscher von Laclubar anerkannt und Dom Felis als Herrscher von Samoro. Der Umstand, dass Dom Felis versehentlich Dom Geraldo als Herrscher grüßte, wird dem Fortüne zugeschrieben, dass dieser vom heiligen Land bekam.
In einigen Versionen stirbt Dom Geraldos Ehefrau kurz nach der Unabhängigkeit als Opfer für das Lulik. Dies zeige die Gefährlichkeit, wenn man sich mit dem Übernatürlichen einlässt. Einige Versionen sehen Bita Loin als den legitimen Herrscher, den Diener, der anstatt Geraldo Wache schieben sollte. Er soll gezwungen worden sein, den Herrschaftsanspruch an seinen Herrn abzugeben.

### Krieg mit Samoro
Laclubar war Samoro tributpflichtig. Der Tribut wurde in Form von Baumwolle und Bienenwachs für Kerzen bezahlt. Allerdings wollte man Laclubar diesen Tribut nicht mehr akzeptieren, weswegen man nur eine kleine Menge und schlechte Qualität lieferte. Dom Felis war darüber erbost, sammelte seine besten Krieger und rief auch Truppen aus den Nachbarreichen von Same, Alas und Barique. Dann zog man Richtung Laclubar.
Angesichts der Bedrohung baten die Ältesten und Priester das heilige Land um Hilfe. Drei Älteste zelebrierten Rituale an den heiligen Stätten von Susuk und Orlau. Man opferte ein Tier, um das Land zu füttern, sprach rituelle Worte (idaté: sede) und rief  die „Landgeister, die unter der Erde leben“ (idaté: larek na’in or). Dies nennt man auch „das Land öffnen“. Als die Feinde Laclubar erreichten, kam eine Geisterarmee aus dem heiligen Land um den Berg Maubere. Ihre Kampfschreie halten von den Bergen. Die Idatés Laclubars selbst konnten die Geister nicht sehen, doch den Angreifern erschien es, als sei Laclubar voller Krieger. Voller Angst flohen Samoros Krieger vor der vermeintlichen Übermacht. Nach dem Krieg musste das Land wieder zeremoniell „geschlossen“ werden.

### Historischer Hintergrund und Folgen

Dom Geraldo Soares und Donna Maria Soares, Herrscher von Laclubar um 1910

Historisch erscheint das Reich von Laclubar erstmals auf der Liste von Afonso de Castro, einem ehemaligen Gouverneur von Portugiesisch-Timor, der im Jahre 1868 47 Reiche aufführte. Gouverneur José Celestino da Silva nennt Laclubar 1896 als eines der Reiche, das nicht einem anderen untergeordnet ist. 1898 wurde ein portugiesischer Militärposten im Ort Laclubar errichtet und gleichzeitig dem lokalen Herrscher der portugiesische Titel „Dom“ verliehen. Trommeln und die Flagge Portugals wurden in der Kolonialzeit, ebenso wie Uniformen und militärische Ränge, von den Portugiesen an die einheimischen Herrscher vergeben, als Zeichen ihres Status als Vasall des portugiesischen Königs. In der Tradition der Timoresen wurden Trommel und Flagge zu heiligen Gegenständen und Statussymbole der lokalen Herrscher. Möglicherweise bedeute diese Einordnung in die koloniale Verwaltungsstruktur tatsächlich das Ende der Vorherrschaft durch Samoro. Dann wäre in der Legende die koloniale Unterwerfung in einen Sieg für die lokale Souveränität umgewertet worden.
Die Legende der Schutzgeister vom Berg Maubere findet sich in einer Geschichte aus der jüngeren Vergangenheit wieder. Am Ende der Besetzung Osttimors durch Indonesien entschied sich die Bevölkerung in einem Unabhängigkeitsreferendum in Osttimor 1999 für die Eigenstaatlichkeit. Indonesische Sicherheitskräfte und Milizen versuchten mit der Operation Donner das Blatt nochmals zu wenden. Als diese aber Laclubar erreichten, sollen plötzlich laute Schreie im ganzen damaligen Subdistrikt erschallt und Stadt und Berge wieder von der Geisterarmee ausgefüllt gewesen sein. In der Annahme FALINTIL-Rebellen würden den Ort beschützen, seien die Indonesier geflohen. Die Bewohner Laclubars hätten die Geister nicht gesehen. Tatsache ist aber, dass indonesische Truppen und lokale Milizen in den Ort kamen, Teile des Ortes niederbrannten und mehrere Unabhängigkeitsbefürworter ermordeten. Ein Widerspruch zu den erzählten Geschichten. Ein Beispiel, wie Legenden mit Ereignissen der Gegenwart verwoben werden. 2006 ab es im nun unabhängigen Osttimor Unruhen und Kämpfe zwischen Timoresen aus verschiedenen Landesteilen. In Laclubar sah man den Grund darin, dass das Land nach dem Unabhängigkeitskrieg nicht geschlossen wurde. Dieses Ritual wurde 2006 in Susuk nachgeholt.
Auch heutzutage begünstigt die Nachkommenschaft von Dom Geraldo Ansprüche auf eine politische Führungsrolle. Allerdings gibt es Streit, welcher Clan der wahre Nachfolger ist, da es zu Aufspaltungen kam. Auch die Rolle von Bita Loin führt zu Meinungsunterschieden. Mehrere Fraktionen beanspruchen für sich die politische und spirituelle Führungsrolle und die heiligen Stätten.